# Езе (Гар)
Езе (фр. Euzet) насеље је и општина у јужној Француској у региону Лангдок-Русијон, у департману Гар која припада префектури Алес.
По подацима из 2011. године у општини је живело 408 становника, а густина насељености је износила 59,91 становника/km². Општина се простире на површини од 6,81 km². Налази се на средњој надморској висини од 160 метара (максималној 319 m, а минималној 115 m).

## Демографија
| 1962. | 1968. | 1975. | 1982. | 1990. | 1999. | 2011. |
| ----- | ----- | ----- | ----- | ----- | ----- | ----- |
| 195   | 201   | 199   | 213   | 268   | 271   | 408   |

График промене броја становника у току последњих година